# 莫哈末布士罗
莫哈末布士罗，马来西亚政治人物，国阵巫统籍，曾经为雪兰莪州议会柏也加拉斯州议员。

## 政治生涯
2008年3月8日，莫哈末布士罗于马来西亚第12届全国大选中胜出，当选为雪兰莪州议会柏也加拉斯州议员。